# Marco Fúlvio Curvo Petino
Marco Fúlvio Curvo Petino (m. 305 a.C.; em latim: Marcus Fulvius Curvus Paetinus) foi um político da gente Fúlvia da República Romana nomeado cônsul sufecto em 305 a.C. depois da morte de Tibério Minúcio Augurino na Batalha de Boviano. Seu companheiro era Lúcio Postúmio Megelo.

## Consulado (305 a.C.)
Depois da Batalha de Boviano, Lúcio Postúmio Megelo voltou a Roma e se juntou a Marco Fúlvio. Os dois tomaram as cidades de Sora, Arpino e Cerênia. Lívio afirma que Megelo teria recebido um triunfo por sua vitória, mas esta informação não é confirmada pelos Fastos Triunfais.